# Station Scheemda
Station Scheemda is een spoorwegstation in het Nederlandse Scheemda in de provincie Groningen. 

## Gebouw
Het stationsgebouw werd gebouwd in 1865 en is van het standaardtype SS 4e klasse. Het is een van de vijftien stations die in deze klasse zijn gebouwd. Het is ontworpen door ir. Karel Hendrik van Brederode en is een rijksmonument. Het station, dat in het toenmalige dorp Eexta staat, droeg in de eerste halve eeuw van zijn bestaan de naam Scheemda-Eexta. In de 21e eeuw zijn in het pand een woning en een onderzoeksbureau gevestigd.

## Ligging
Het station is gelegen aan de spoorlijn van Groningen naar Nieuweschans en Duitsland. Deze lijn werd als onderdeel van Staatslijn B (Harlingen - Nieuwe Schans) geopend op 1 mei 1868 en wordt, als een van de Noordelijke Nevenlijnen, sinds 2003 geëxploiteerd door Arriva Personenvervoer Nederland krachtens een concessie met een looptijd tot 2035.

## Verbindingen
| Serie            | Treinsoort         | Route                                                                                      | Bijzonderheden |
| ---------------- | ------------------ | ------------------------------------------------------------------------------------------ | --- |
| 20100 RS 6 RB 57 | Stoptrein (Arriva) | Groningen – Zuidbroek – Scheemda – Bad Nieuweschans – Weener – ‒ Leer                      | Ook wel Wiederline genoemd. Vanwege brugschade geen treinverkeer mogelijk tussen Weener en Leer. Op dit traject rijdt lijnbus 620 van Weser-Ems Bus. Er rijden ook Arrivabussen tussen Groningen en Leer v.v. |
| 37500 RS 6       | Stoptrein (Arriva) | Groningen – Zuidbroek – Scheemda – Winschoten – Bad Nieuweschans                           | Rijdt alleen op zondag. |
| 37600 RS 4       | Stoptrein (Arriva) | Eemshaven – Roodeschool – Groningen – Zuidbroek – Scheemda – Winschoten – Bad Nieuweschans | Voor 6:30 uur en na 21:00 uur wordt niet gereden tussen Eemshaven en Roodeschool. Rijdt op zondag niet tussen Groningen en Bad Nieuweschans. Dit trajectdeel wordt dan gereden door treinserie 37500.         |
| 37900 RE 6       | Sneltrein (Arriva) | Groningen – Scheemda – Winschoten                                                          | Rijdt enkel in de spitsuren en is gekoppeld aan stoptrein RS1 (treinserie 37400). |

## Afbeeldingen

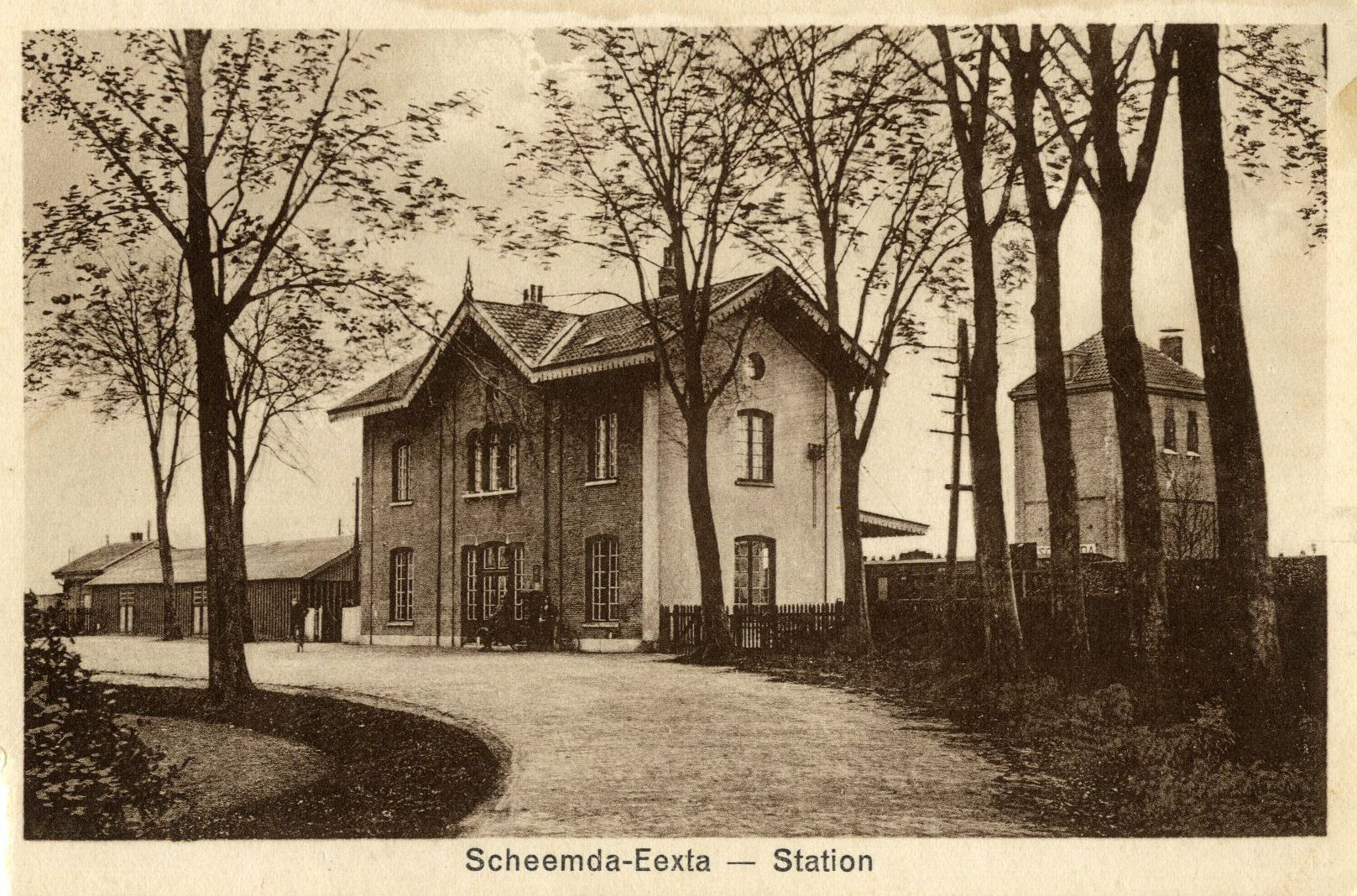
Station Scheemda-Eexta, omstreeks 1920
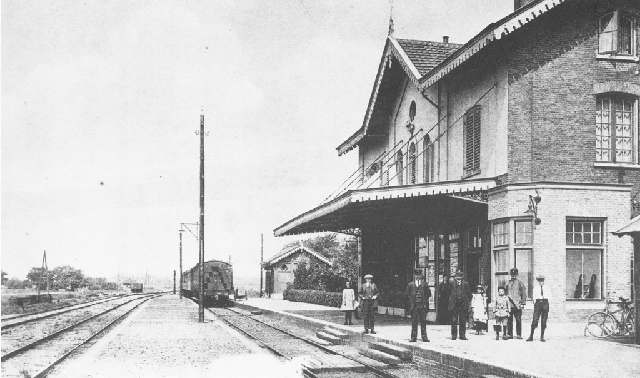
Perronzijde, 1925
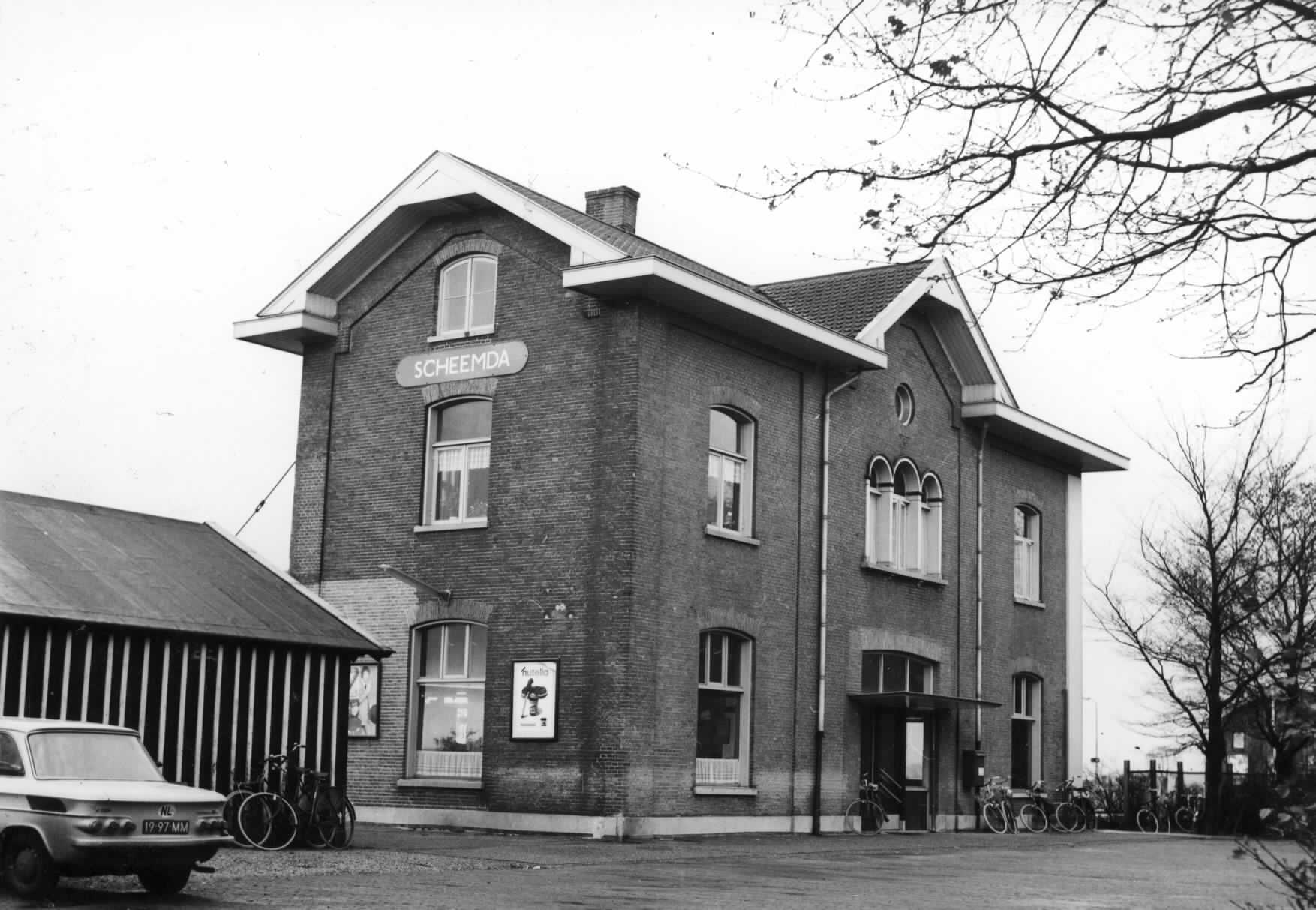
Straatzijde, 1970
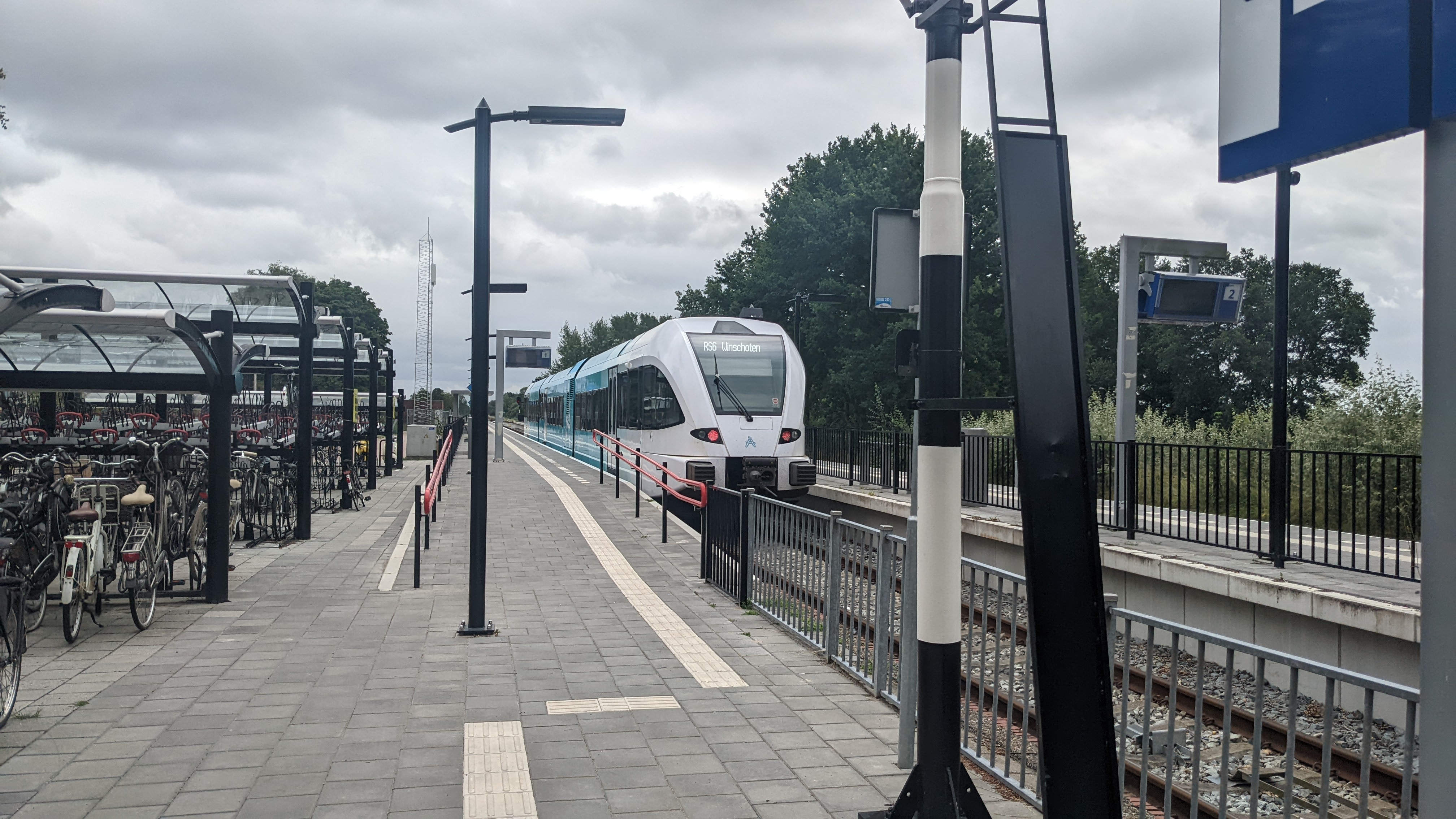
Arriva GTW, 2022
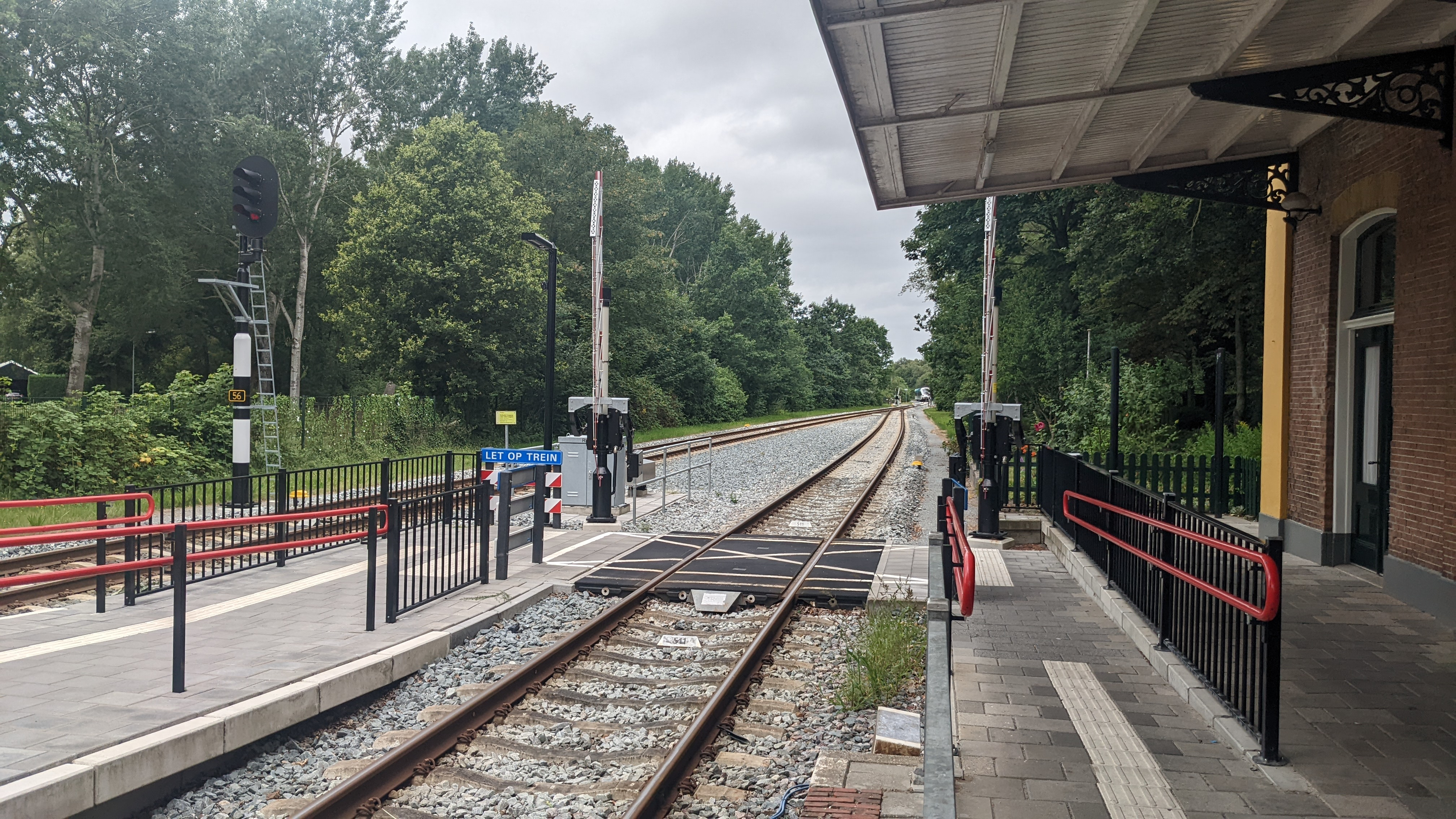
Station Scheemda, 2022

−0,2: Harlingen Haven ·
1,1: Harlingen ·
9,6: Franeker ·
15,5: Dronryp ·
21,9: Deinum ·
24,9: Leeuwarden ·
28,0: Achter de Hoven ·
29,7: Leeuwarden Camminghaburen ·
31,3: Ouddeel ·
34,4: Tietjerk ·
36,1: Hurdegaryp ·
40,2: Feanwâlden ·
43,6: De Westereen ·
46,8: Wildpad ·
47,3: Veenklooster-Twijzel ·
50,9: Buitenpost ·
57,8: Visvliet ·
61,9: Grijpskerk ·
68,7: Zuidhorn ·
72,2: Den Horn ·
75,3: Hoogkerk-Vierverlaten ·
80,4: Groningen ·
82,0: Groningen Europapark ·
88,4: Westerbroek ·
92,4: Kropswolde ·
93,7: Martenshoek ·
95,6: Hoogezand-Sappemeer ·
97,2: Sappemeer Oost ·
98,0: Scholte ·
102,2: Zuidbroek ·
109,7: Scheemda ·
111,5: Heiligerlee ·
114,6: Winschoten ·
121,9: Ulsda ·
126,8: Bad Nieuweschans
Appingedam · 
Bad Nieuweschans ·
Baflo · 
Bedum · 
Delfzijl · 
-West · 
Eemshaven ·
Grijpskerk · 
Groningen · 
-Europapark ·
-Noord ·
Haren · 
Hoogezand-Sappemeer · 
Kropswolde · 
Loppersum · 
Martenshoek · 
Roodeschool · 
Sauwerd · 
Scheemda · 
Stedum · 
Uithuizen · 
Uithuizermeeden · 
Usquert · 
Veendam · 
Warffum · 
Winschoten · 
Winsum · 
Zuidbroek · 
Zuidhorn
Voormalige stations: zie de lijst van voormalige spoorwegstations in Groningen